# 1429 Pemba
1429 Pemba eller 1937 NH är en asteroid i huvudbältet som upptäcktes 2 juli 1937 av den sydafrikanske astronomen Cyril V. Jackson i Johannesburg. Den har fått sitt namn efter ön Pemba utanför  Tanzanias kust.
Asteroiden har en diameter på ungefär 9 kilometer.